# Alejandra Da Passano
Alejandra Da Passano (Buenos Aires, 26 juillet 1947 - Buenos Aires, 30 juin 2014) est une actrice argentine de cinéma, de télévision, et de théatre. 

## Biographie
Elle est la fille de l'actrice María Rosa Gallo (1921-2004) et de l'acteur Camilo Da Passano (1912-1983). Elle débute au cinéma dans le film de 1964, Pajarito Gómez.

## Carrière

### Théâtre
- 1953 : El carnaval del diablo (début), avec Margarita Xirgu[1].
- 1967 : El casado... casa quiere, avec Ana María Campoy, José Cibrián, Marcos Zucker et Pepito Cibrián[2].
- La cabeza del dragón, farce de Valle Inclán au théâtre San Martín[3].
- 1969 : En la mentira, de Julio Mauricio, avec Alicia Bellán, Irma Córdoba, Julio De Grazia, Marta Gam, Blanca Lagrotta, Javier Portales, Jorge Rivera López et Marcos Zucker[4].
- 1980 : Hay un hombre en mi cama.
- 1983 : Las de Barranco, au Théâtre de la Ribera.
- 1986 : Solo cuando me río.
- 1987 : Sueños de un seductor, pièce de théâtre de Woody Allen.
- 1993 : Mil años, un día, de Ricardo Halac, avec Pachi Armas, Ernesto Claudio, María Cristina Laurenz, Walter Santa Ana, Osvaldo Santoro et Juan Carlos Puppo[5].
- 1994 : Risas en el piso 23, de Neil Simon, avec Carlos Calvo et Gianni Lunadei[6].
- 1997 : Ricardo III.
- 1997 : Dos mujeres con Federico, avec les textes de Federico García Lorca, avec María Rosa Gallo[1].
- 2000 : El cartero de Neruda (Ardiente paciencia), d'Antonio Skármeta, avec Darío Grandinetti, Gabriela Sari et Nicolás Cabré[6].
- 2003 : Mateo, d'Armando Discépolo, dirigé par Eduardo Gondell, avec Salo Pasik, ....
- 2003-2013 : ¿Dónde estás... corazón?, de Marta Albanese, dirigé par María Rosa Gallo, avec Marta Albanese et Coni Vera[7].
- El juego de la rayuela.
- Las troyanas, d'Euripide[1].
- La casa de Bernarda Alba, de Federico García Lorca[1].
- El jardín de los cerezos, d'Anton Tchékov[1].
- De profesión maternal[3].
- El nombre, de Griselda Gambaro, dirigé par Laura Yusem, avec María Rosa Gallo et Alicia Zanca[3].
- Tres mujeres altas.
- Cristales rotos.

### Filmographie

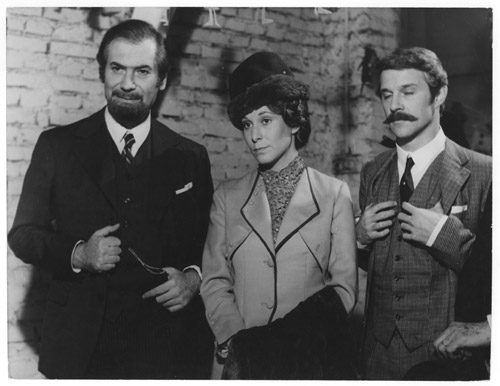
Les acteurs José Slavin, Alejandra Da Passano et Adrián Ghio dans une scène du film La Madre María (1974).

- 1964 : Pajarito Gómez, de Rodolfo Kuhn.
- 1967 : Escándalo en la familia, avec Niní Marshall et Juan Carlos Altavista.
- 1970 : El señor presidente.
- 1971 : La gran ruta.
- 1974 : La madre María, film de Lucas Demare, avec Tita Merello et Hugo Arana.
- 1980 : Los hijos de López, avec Alberto Martín et Dorys del Valle.
- 1986 : Chechechela una chica de barrio, avec Ana María Picchio et Víctor Laplace.
- 2002 : Costo argentino, dans l'épisode « Historias urbanas ».

### Télévision

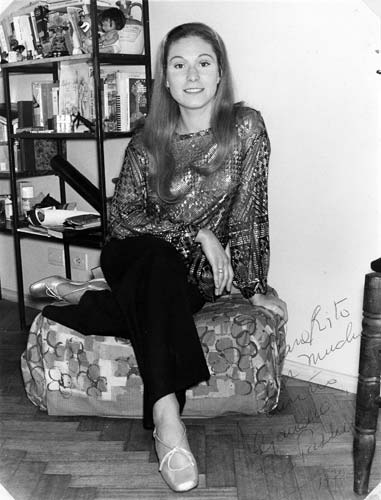
Photographie dédicacée de Da Passano.

- 1965 : Llegan los parientes de España (Canal 13).
- 1969 : Muchacha italiana viene a casarse (Canal 13).
- 1972 : Malevo (Canal 9).
- 1980 : Rosa de lejos.
- 1981 : Las 24 horas (Canal 13).
- 1982 : Domingos de teatro.
- 1984 : La señora Ordóñez (ATC).
- 1985 : Sobre madres e hijas.
- 1987 : Me niego a perderte (Canal 9).
- 1989 : Así son los míos (Canal 13).
- 1993 : Apasionada (Canal 13).
- 1996 : Gino (Canal 13).
- 1997 : Mía, solo mía (Telenovela).
- 1998 : Verano del 98 (Telenovela).
- 1998 : Gasoleros (Canal 13).
- 1999 : Salvajes (Canal 13).
- 2000 : Primicias (Canal 13).
- 2002 : Máximo corazón (Telenovela).
- 2004 : Frecuencia 04 (Telenovela).